# Christoph Kornberger
Christoph Kornberger (3 dicembre 1981) è un ex sciatore alpino austriaco che in carriera gareggiò prevalentemente in Coppa Europa.

## Biografia
Specialista delle prove veloci originario di Mandling di Radstadt e attivo in gare FIS dal novembre del 1996, Kornberger esordì in Coppa Europa il 13 gennaio 2000 nella discesa libera di Sankt Anton am Arlberg, che non completò. I suoi maggiori successi internazionali arrivarono l'anno seguente: ai Mondiali juniores di Verbier 2001 conquistò infatti tre medaglie, l'oro nel supergigante e il bronzo nella discesa libera e nella combinata.
In Coppa Europa andò per la prima volta a podio il 20 dicembre 2002, con il 2º posto ottenuto nella discesa libera di Laax, e colse il primo successo l'11 marzo 2004 nel supergigante della Sierra Nevada. In Coppa del Mondo disputò una sola gara, il 18 dicembre 2004: la discesa libera della Val Gardena, chiusa a punti con il 21º posto. Il 2 e 3 febbraio 2005 a Megève ottenne la sua seconda e ultima vittoria (in discesa libera) e l'ultimo podio (2º in supergigante) in Coppa Europa.

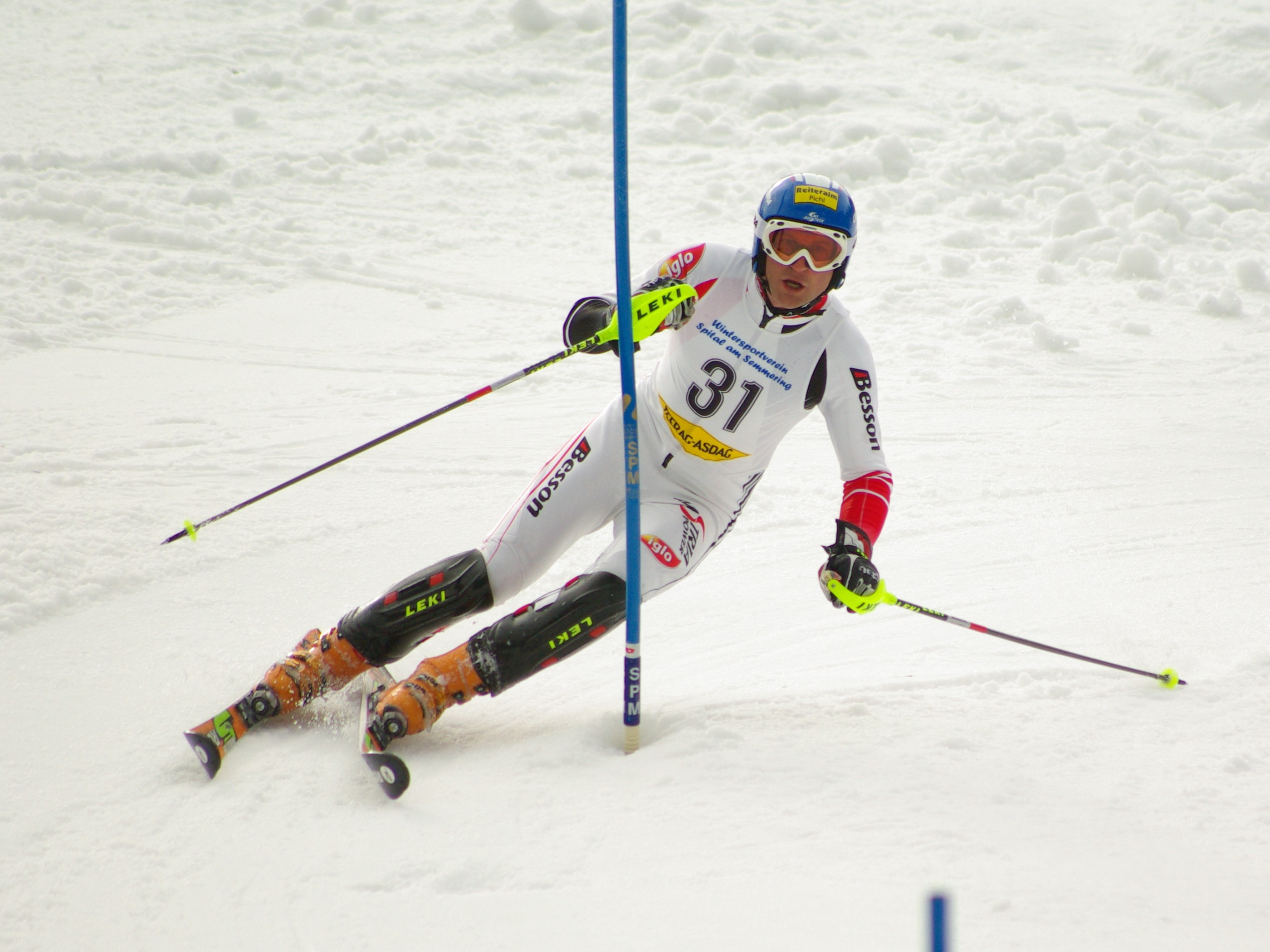
Kornberger in gara a Semmering nel 2008

La sua ultima gara di Coppa Europa fu la discesa libera di Crans-Montana del 17 gennaio 2008, che chiuse al 75º posto, mentre la sua ultima gara in carriera fu lo slalom gigante dei Campionati austriaci 2008, il 29 marzo a Haus. In carriera non prese parte né a rassegne olimpiche né iridate.

## Palmarès

### Mondiali juniores
- 3 medaglie:
  - 1 oro (supergigante a Verbier 2001)
  - 2 bronzi (discesa libera, combinata a Verbier 2001)

### Coppa del Mondo
- Miglior piazzamento in classifica generale: 132º nel 2005

### Coppa Europa
- Miglior piazzamento in classifica generale: 10º nel 2004
- 6 podi:
  - 2 vittorie
  - 2 secondi posti
  - 2 terzi posti

#### Coppa Europa - vittorie
| Data            | Località      | Paese   | Specialità |
| --------------- | ------------- | ------- | ---------- |
| 11 marzo 2004   | Sierra Nevada | Spagna  | SG         |
| 2 febbraio 2005 | Megève        | Francia | DH         |

Legenda:

DH = discesa libera

SG = supergigante

### Campionati austriaci
- 1 medaglia[1]:
  - 1 argento (discesa libera nel 2005)